# Шкале
Шкале (словен. Škale) — поселення в общині Веленє, Савинський регіон, Словенія. 
Висота над рівнем моря: 456,3 м.